# Cyprinodon diabolis
 Cyprinodon diabolis és una espècie de peix de la família dels ciprinodòntids i de l'ordre dels ciprinodontiformes.

## Morfologia
Els mascles poden assolir els 3 cm de longitud total.

## Distribució geogràfica
Es troba a Nord-amèrica: Nevada (Estats Units).